# Pleurospermum macrochlaenum
Pleurospermum macrochlaenum är en flockblommig växtart som beskrevs av Kun Tsun Fu och Y.C.Ho. Pleurospermum macrochlaenum ingår i släktet piplokor, och familjen flockblommiga växter. Inga underarter finns listade i Catalogue of Life.